# Chráněná krajinná oblast Strunjan
Chráněná krajinná oblast Strunjan (slovinsky Krajinski park Strunjan) se nachází ve Slovinsku na severozápadním pobřeží Jaderského moře, kde zaujímá větší část Strunjanského poloostrova. Chrání jedinečné přírodní zajímavosti, jakými jsou např. nejvyšší útesy na pobřeží Jadranu nebo jediná slovinská mořská laguna.
Z hlediska ochrany přírody jsou zde zajímavé především laguna Stjuža, Strunjanské soliny a severní strana poloostrova. Laguna a soliny jsou místa, kde se setkává mořské a pevninské vodní prostředí v útvarech naplněných slanou nebo brakickou vodou. Tato místa jsou důležitá z pohledu ekologického, žijí zde specifické druhy flóry i fauny. Na severní straně území jsou vysoké flyšové útesy.
Rezervace byla vyhlášena v roce 1990.

## Chráněná území uvnitř oblasti
Chráněná krajinná oblast Strunjan zahrnuje části území vyhlášené jako památné podle zákona o ochraně přírody a krajiny:
- Přírodní rezervace Strunjan (slovinsky Naravni rezervat Strunjan) – na severním pobřeží Strunjanského poloostrova.
- Přírodní rezervace Strunjan-Stjuža (slovinsky Naravni rezervat Strunjan Stjuža) – při ústí Strunjanského potoka do Jaderského moře s jedinou mořskou lagunou ve Slovinsku.
- Přírodní památka Piniová alej (slovinsky Naravni spomenik Pinijev drevored) – dvouřadá piniová alej lemující příjezdovou silnici Koper – Sečovlje.

Do chráněného území patří i nejsevernější solná pánev na Jaderském moři Strunjanské soliny (slovinsky Strunjanske soline) ležící na konci Strunjanského zálivu.
Na severním pobřeží je umístěn mohutný kříž z roku 1600, odkud je výhled na celý Terstský záliv.

## Fotogalerie

Pohledy na části Národního parku Strunjan
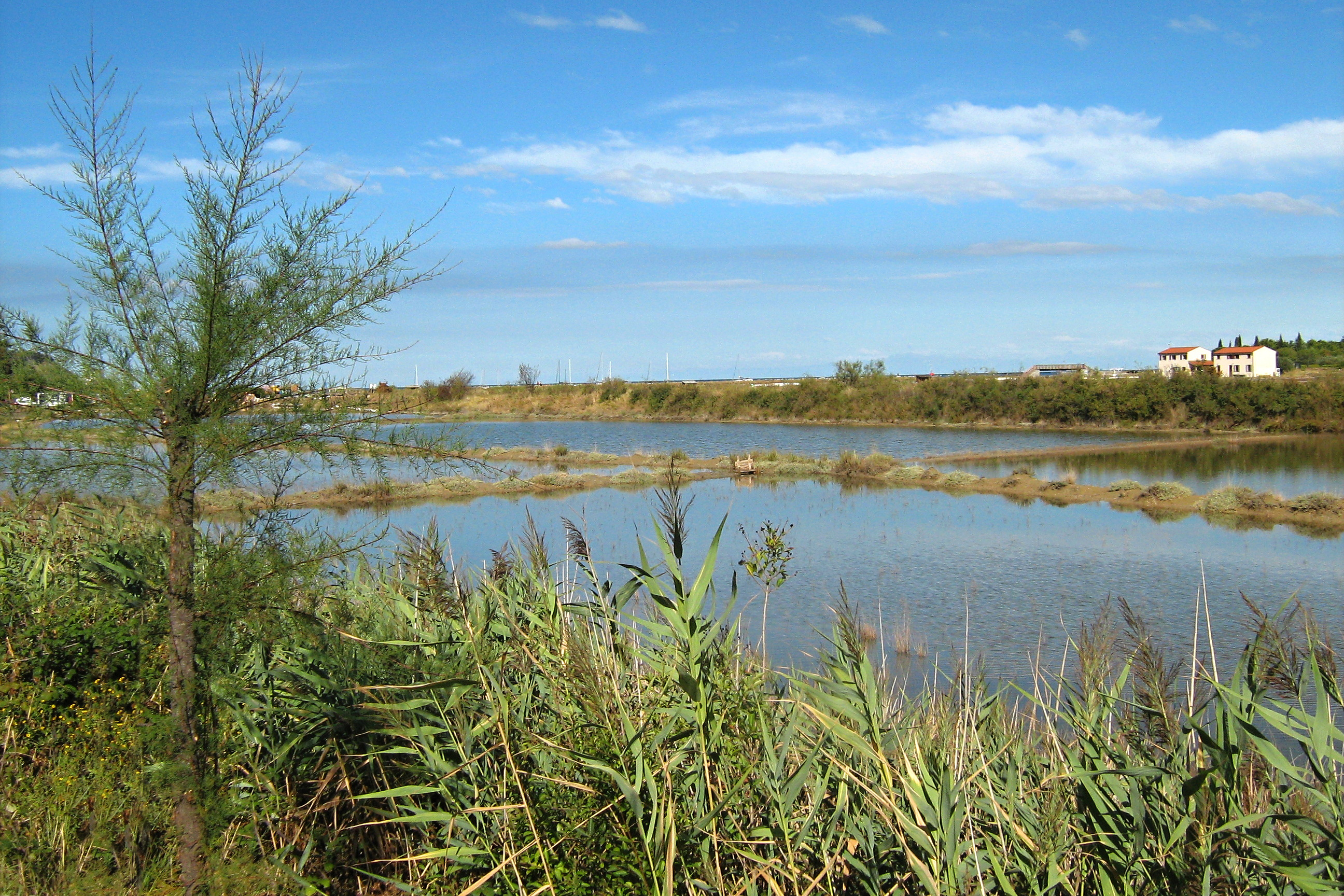
září 2016
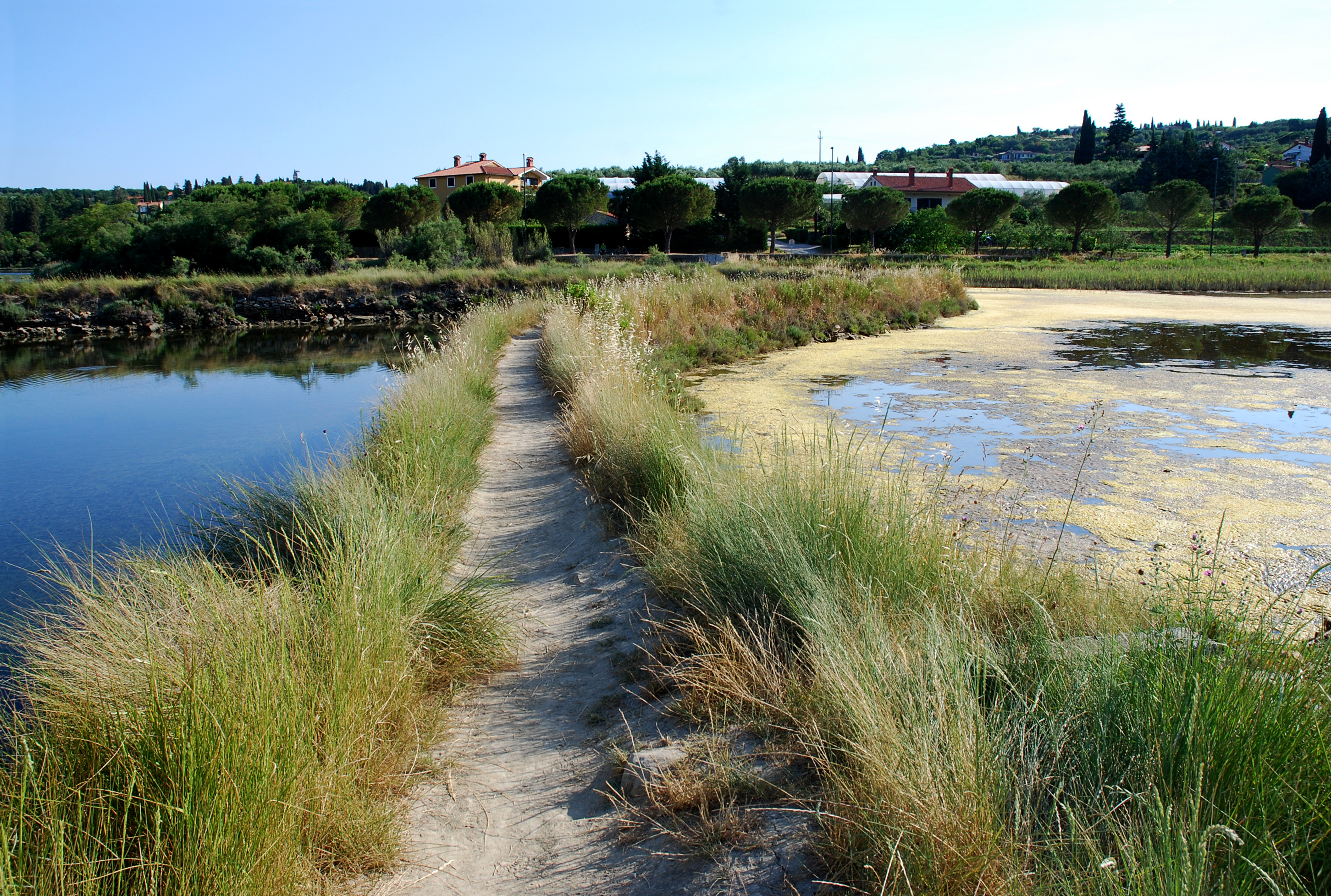
červen 2017
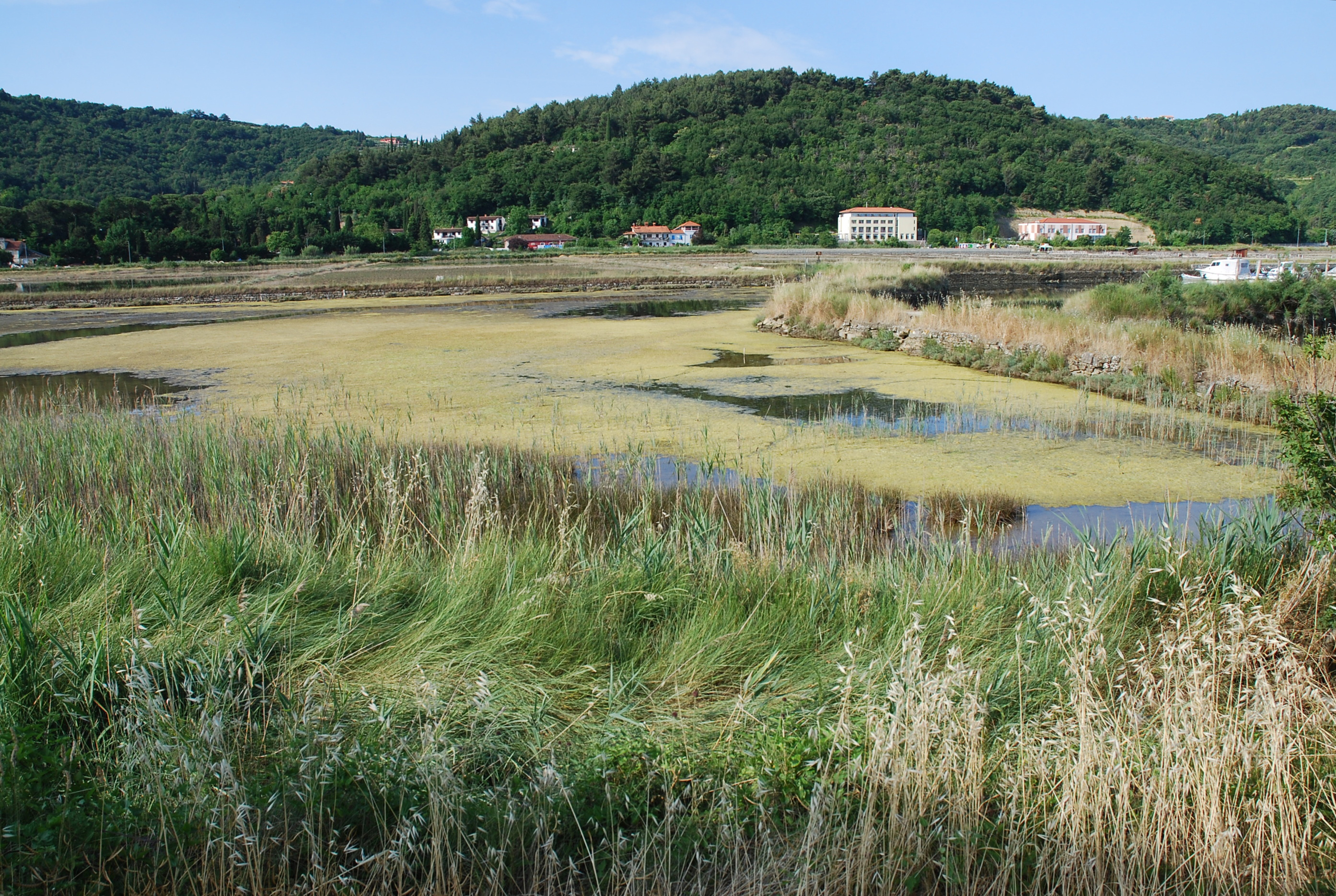
červen 2017
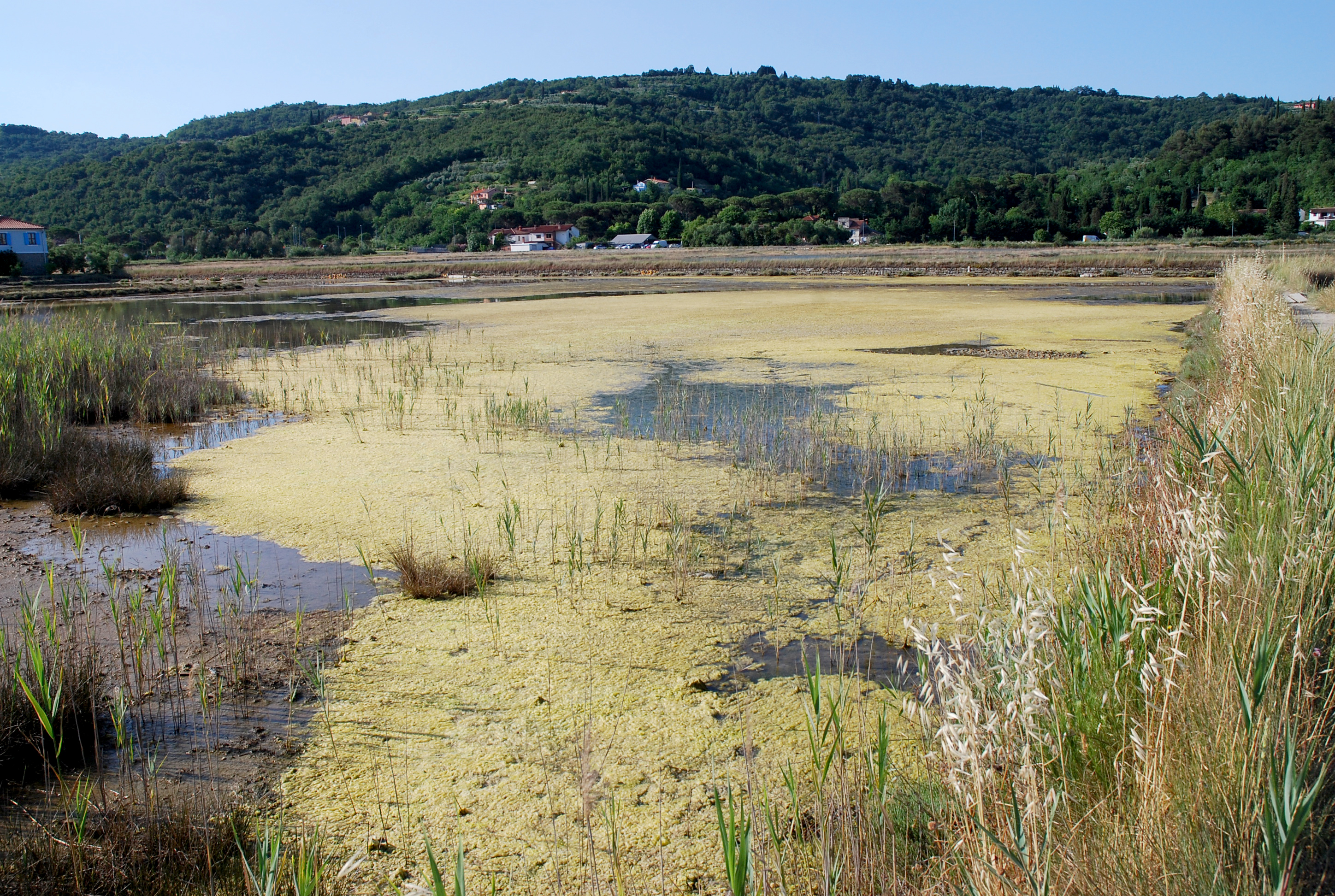
červen 2017
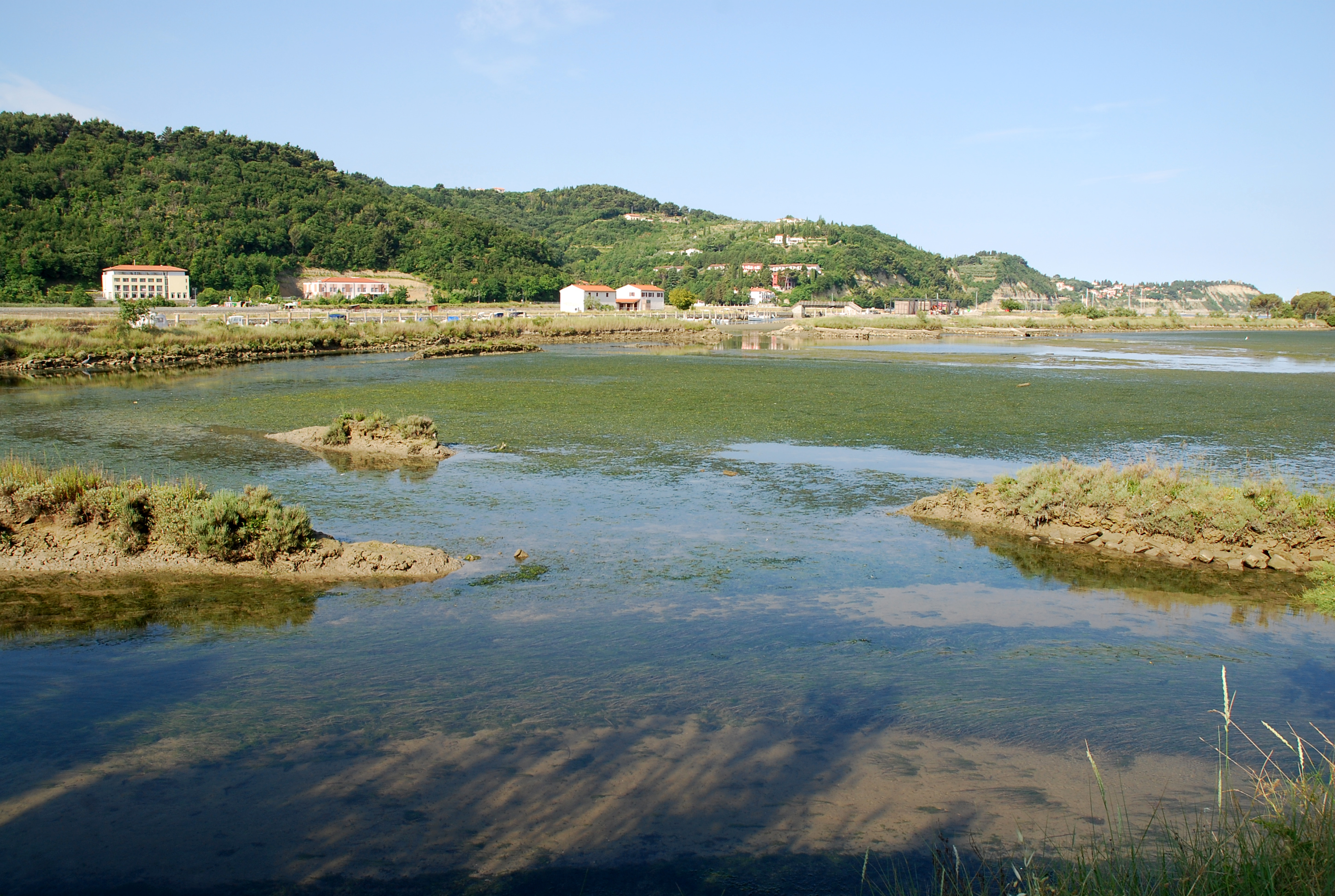
červen 2017
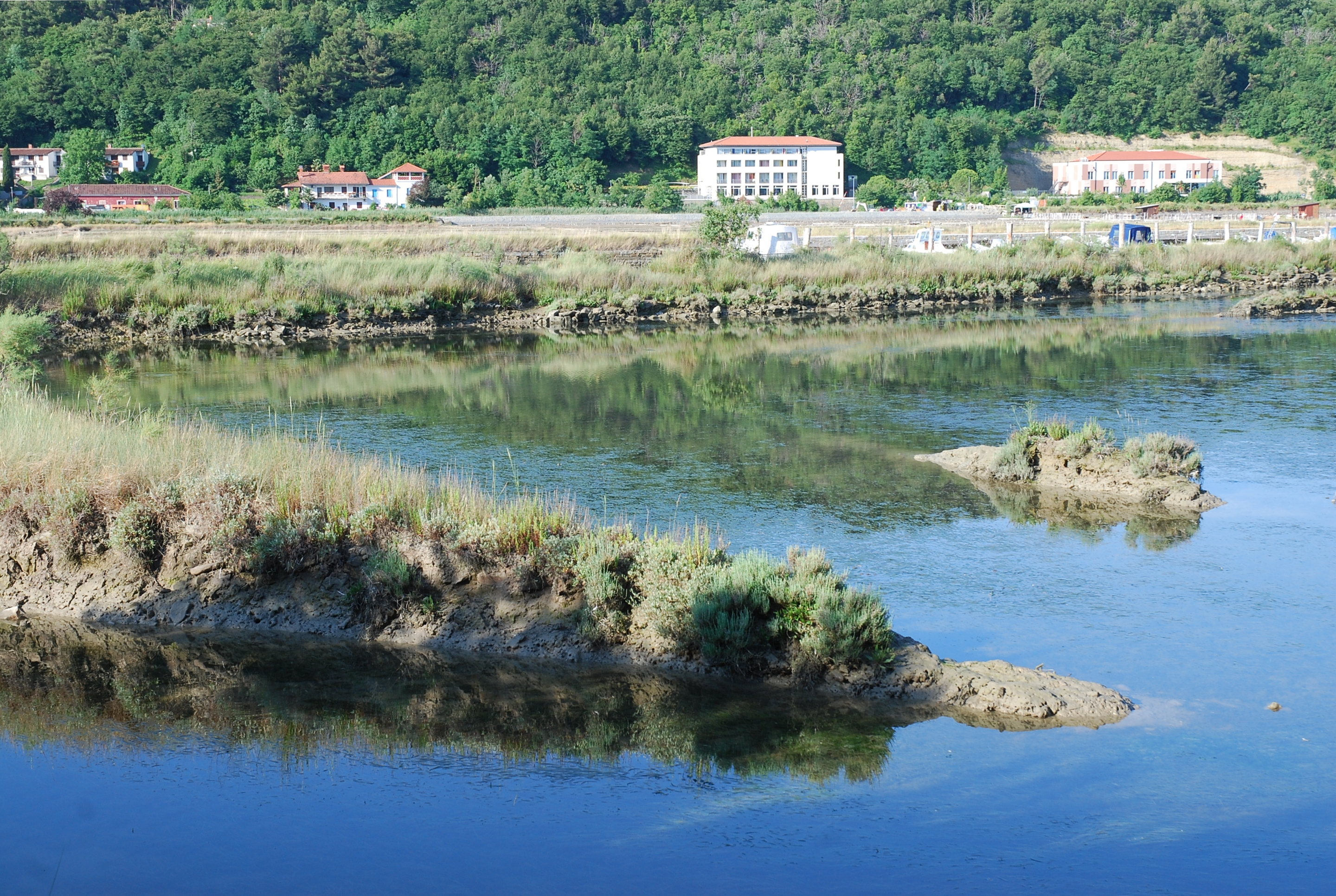
červen 2017
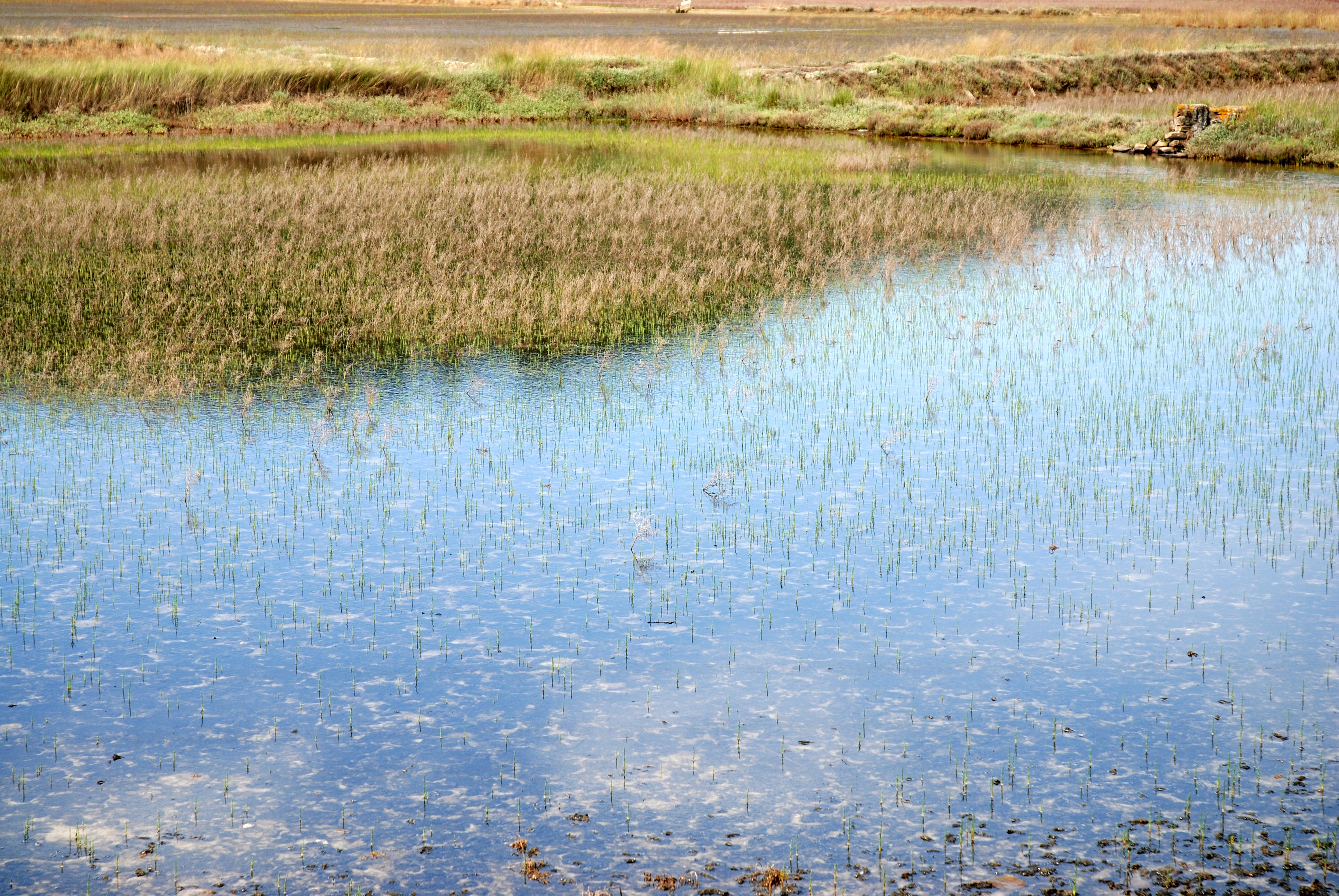
červen 2009
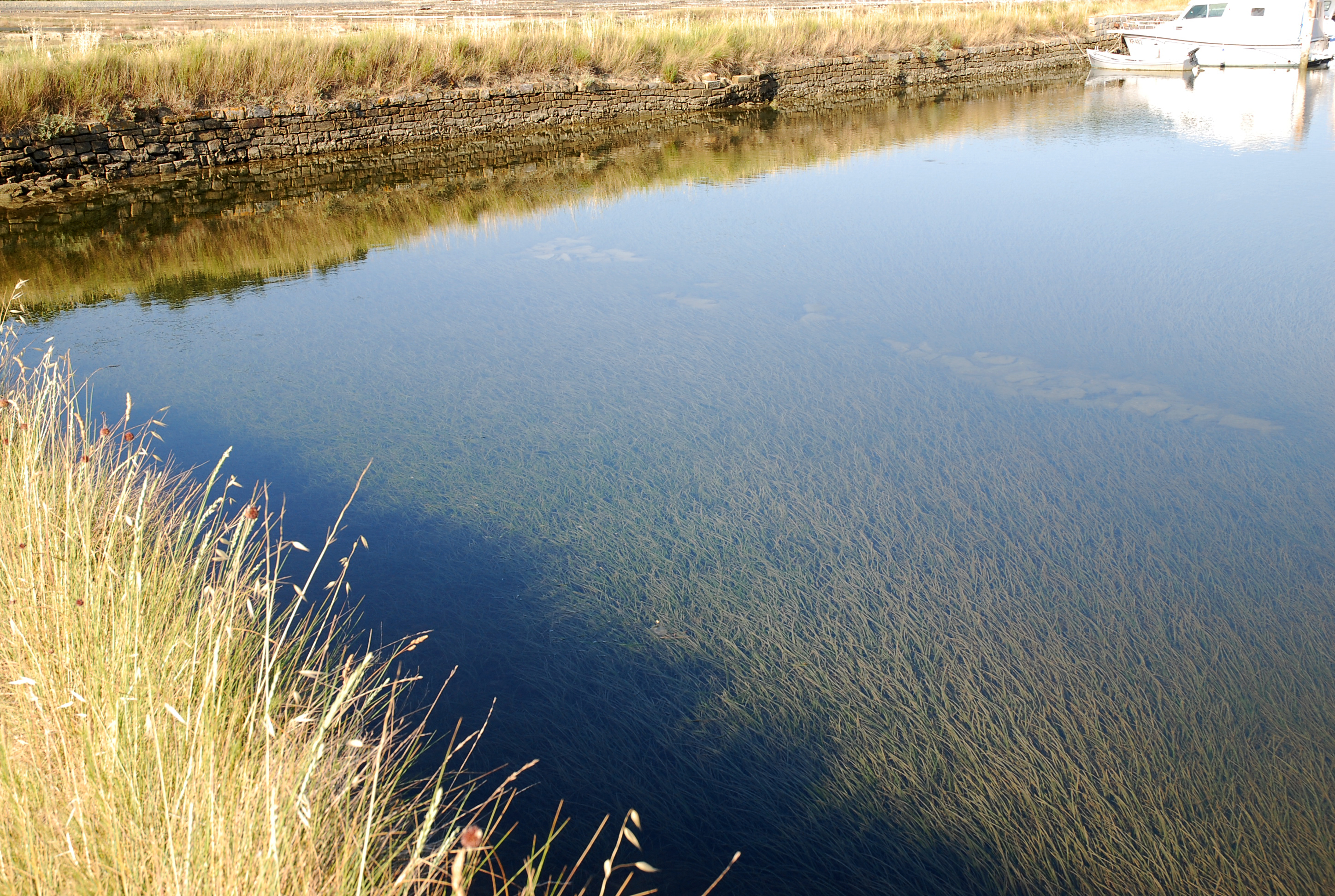
červen 2017
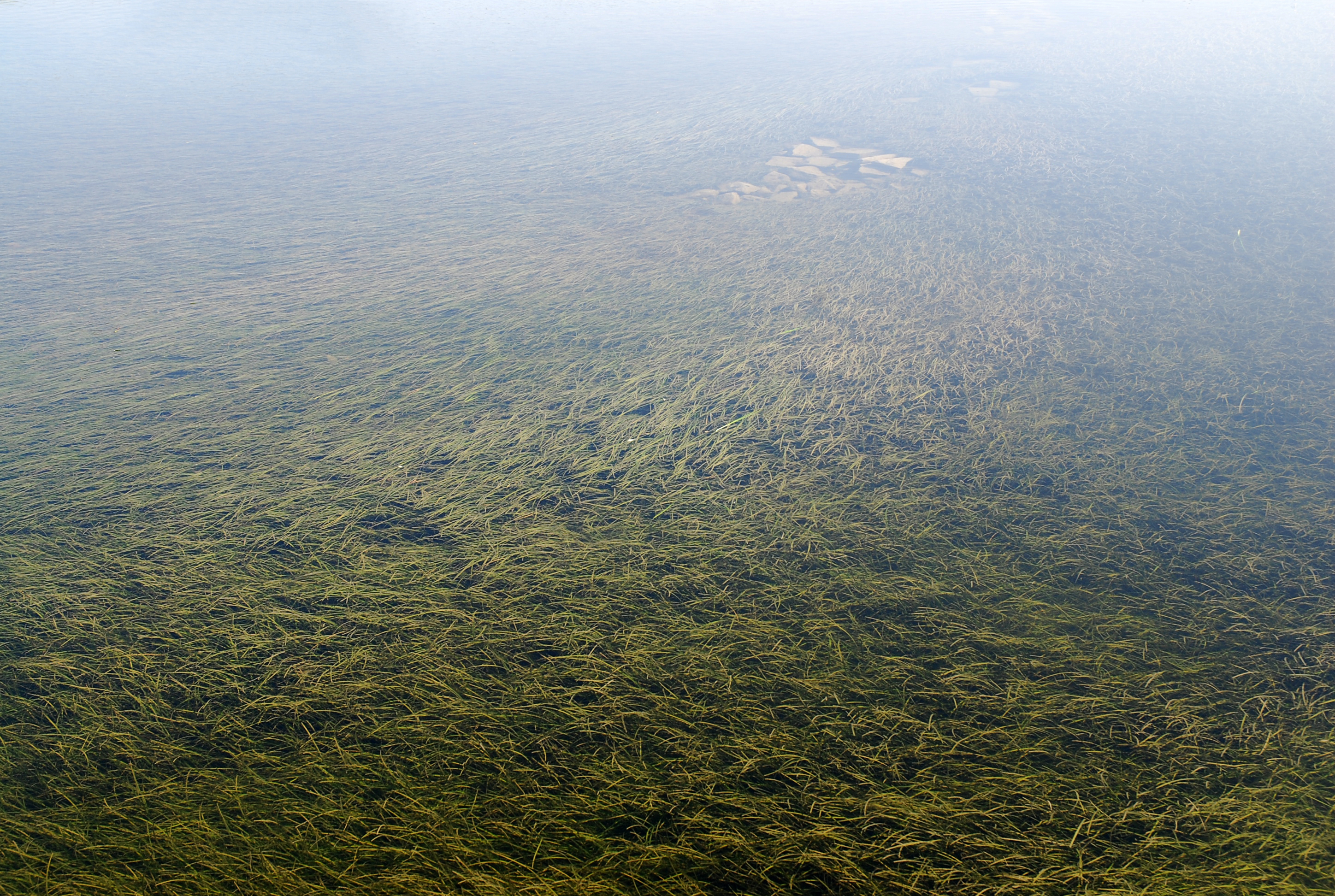
červen 2017